# Station Woerden
Station Woerden is een spoorwegstation in Woerden gelegen aan de trajecten Utrecht – Rotterdam/Den Haag (km 16) en Leiden – Utrecht (km 0) en Rotterdam – Breukelen – Amsterdam.

## Geschiedenis
Het station werd geopend op 21 mei 1855 tegelijk met de spoorlijn Utrecht – Gouda (– Rotterdam Maas) van de Nederlandsche Rhijnspoorweg-Maatschappij (NRS). Het eerste, houten stationsgebouw van Woerden was tijdens de aanleg van de spoorlijn al als directiekeet in gebruik geweest. Nagenoeg gelijke gebouwen stonden in Oudewater, Nieuwerkerk en Capelle aan den IJssel.
In 1911 kwam er een nieuw, in jugendstil uitgevoerd, gebouw.
In 1993-1996 is het station gemoderniseerd, waarbij het bestaande gebouw weliswaar is gehandhaafd, maar toch enkele grote ingrepen werden gedaan. De oude, houten, voetgangersbrug over de sporen is vervangen door een modernere versie, de oude houten overkapping over de sporen is vervangen, een zuidzijde-ingang bij het station is er bijgebouwd en tot slot is er een moderne aanbouw bij de ingang gekomen die een grotere toestroom van reizigers aankan. Het oude loket werd verbouwd tot een van de eerste Wizzl-winkels in Nederland. Ook werd in deze periode de overweg vervangen door een tunnel onder het spoor door.
In 2005 werd het oude middenperron, spoor 3 verwijderd. Het perron was daarvoor al een ruimte tijd afgesloten geweest.
In de richting Leiden werd even buiten Woerden een keerspoor aangelegd.
In 2023 werd de stationshal voor een deel overgenomen door de StationsHuiskamer, die tevens als vervanger kwam van de Kiosk. 

## OV-chipkaart
Dit station is sinds 2014 afgesloten met OVC-poorten.

## Treinbotsing bij station Woerden
In de nacht van 7 op 8 oktober 1936 vond bij station Woerden een groot treinongeluk plaats. Een personentrein uit de richting Utrecht, getrokken door locomotief 3708, ontspoorde op een aftakkende wissel. De machinist had de seinen verkeerd geïnterpreteerd en reed daarom te snel. Twee minuten later boorde een goederentrein uit de richting Rotterdam zich in de ontspoorde personentrein. De seinhuiswachters probeerden vergeefs deze trein te laten stoppen. Twee reizigers werden gedood, een andere raakte zwaargewond, verder waren er negen lichtgewonden te betreuren. De meeste reizigers waren op het moment van de botsing al uitgestapt, wat heeft voorkomen dat meer slachtoffers waren gevallen. De locomotief van de goederentrein, de 3707, kwam in een sloot terecht en kon daar met moeite weer uit worden getakeld.

## Treinseries
| Serie | Treinsoort    | Route                                                                                            | Bijzonderheden |
| ----- | ------------- | ------------------------------------------------------------------------------------------------ | --- |
| 4000  | Sprinter (NS) | Uitgeest – Zaandam – Amsterdam Centraal – Breukelen – Woerden – Gouda – Rotterdam Centraal       | |
| 6000  | Sprinter (NS) | Den Haag Centraal – Gouda – Woerden – Utrecht Centraal – Geldermalsen – 's-Hertogenbosch         | Rijdt alleen na 18:00 uur en van vrijdag t/m zondag. |
| 6700  | Sprinter (NS) | Leiden Centraal – Alphen a/d Rijn – Woerden – Utrecht Centraal – Geldermalsen – Tiel             | Rijdt alleen na 18:00 uur en van vrijdag t/m zondag. Rijdt non-stop tussen Woerden en Utrecht Centraal. |
| 6900  | Sprinter (NS) | Den Haag Centraal – Gouda – Woerden – Utrecht Centraal – Geldermalsen – Tiel                     | Rijdt alleen van maandag t/m donderdag tot 18:00 uur. |
| 8800  | Sprinter (NS) | Leiden Centraal – Alphen a/d Rijn – Woerden – Utrecht Centraal – Geldermalsen – 's-Hertogenbosch | Rijdt alleen van maandag t/m donderdag tot 18:00 uur. Rijdt non-stop tussen Woerden en Utrecht Centraal.                                                                                                   |
| 8900  | Sprinter (NS) | (Leiden Centraal – Alphen a/d Rijn – )Woerden – Utrecht Centraal                                 | Rijdt niet in het weekend en na 20.00 uur. Rijdt alleen van maandag t/m vrijdag in de spitsuren van/naar Leiden Centraal en vormt dan tussen Leiden Centraal en Woerden een kwartierdienst met serie 8800. |

## Afbeeldingen

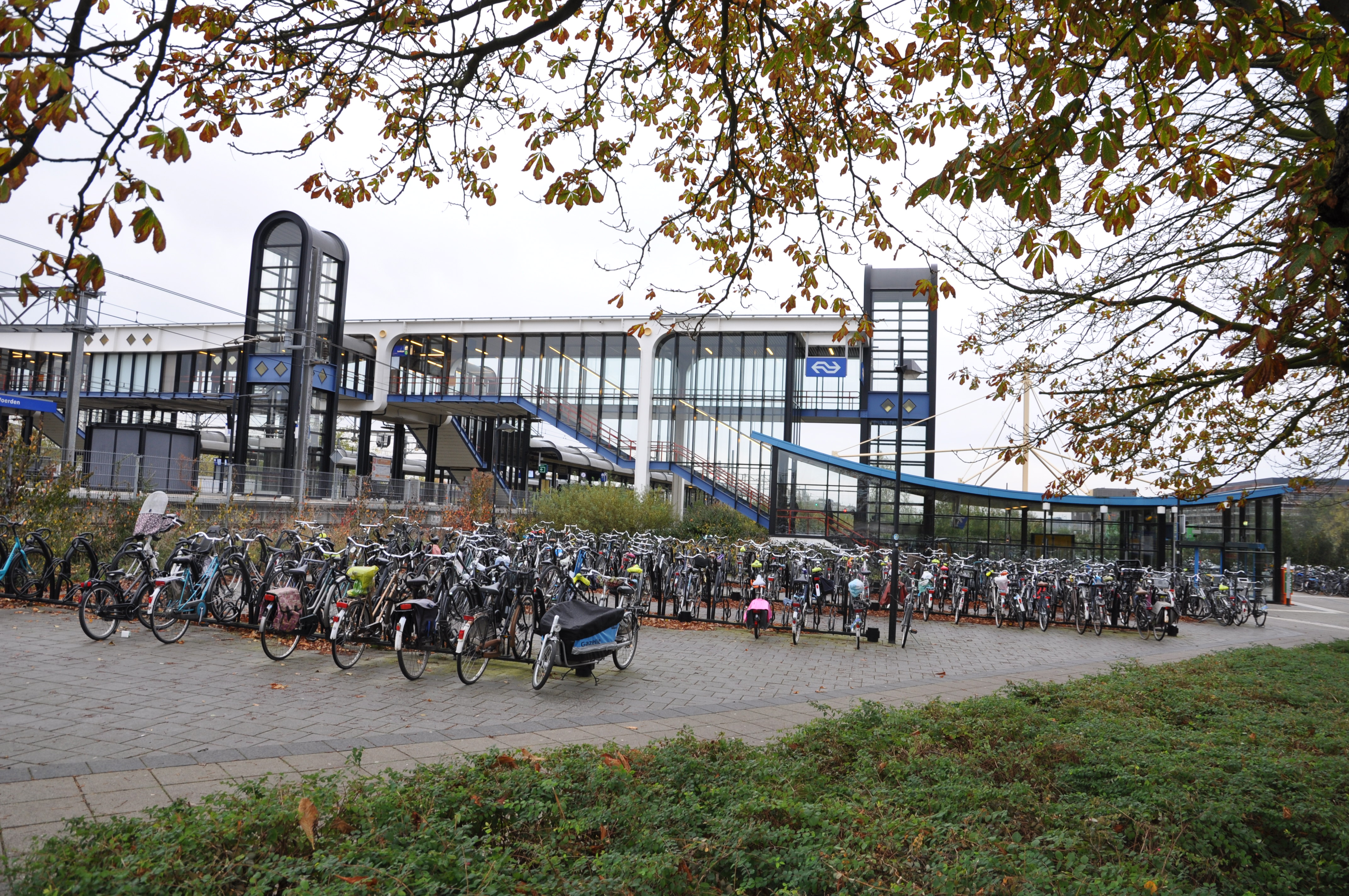
Achterzijde van het station
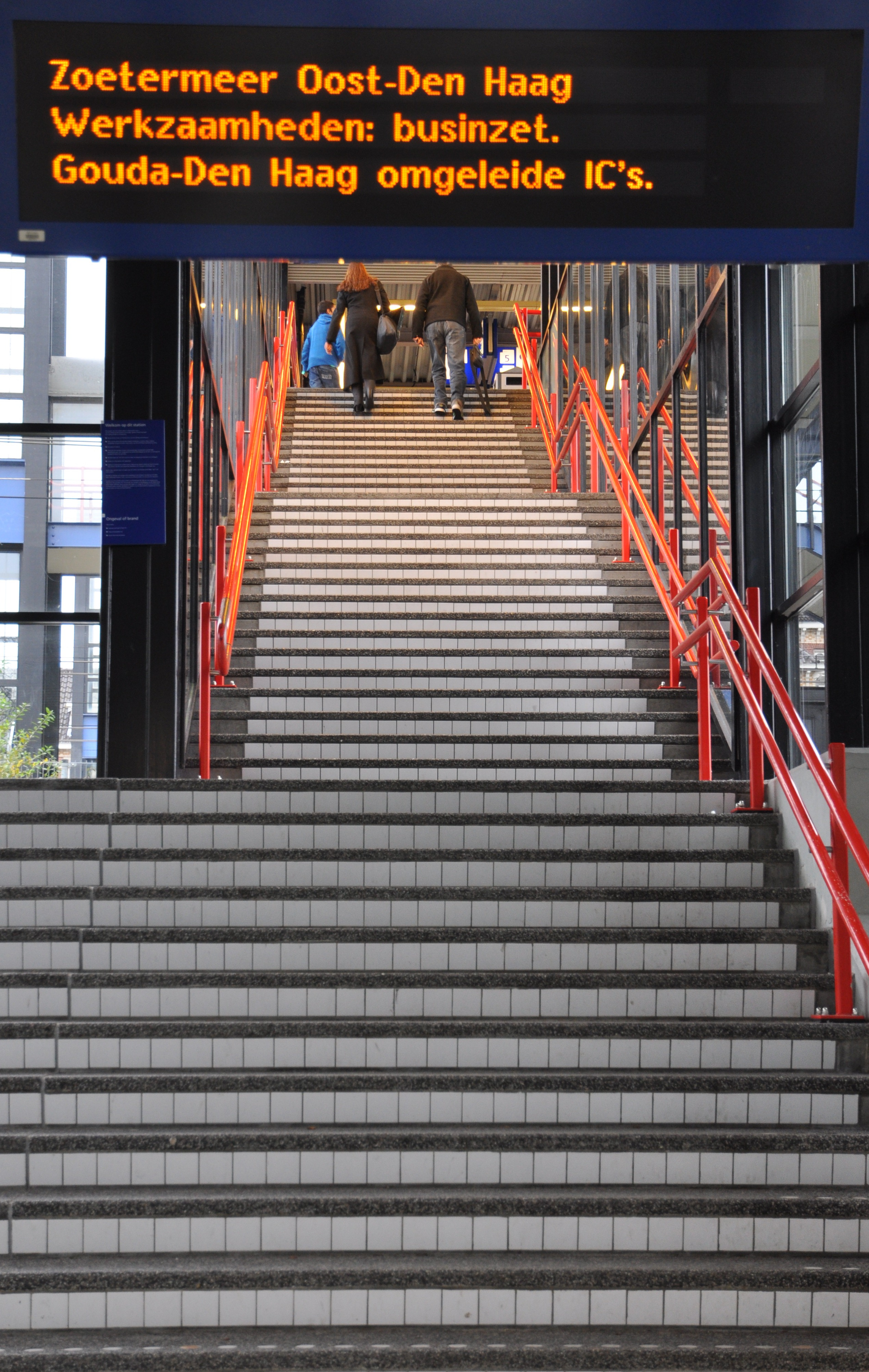
Trap naar de traverse
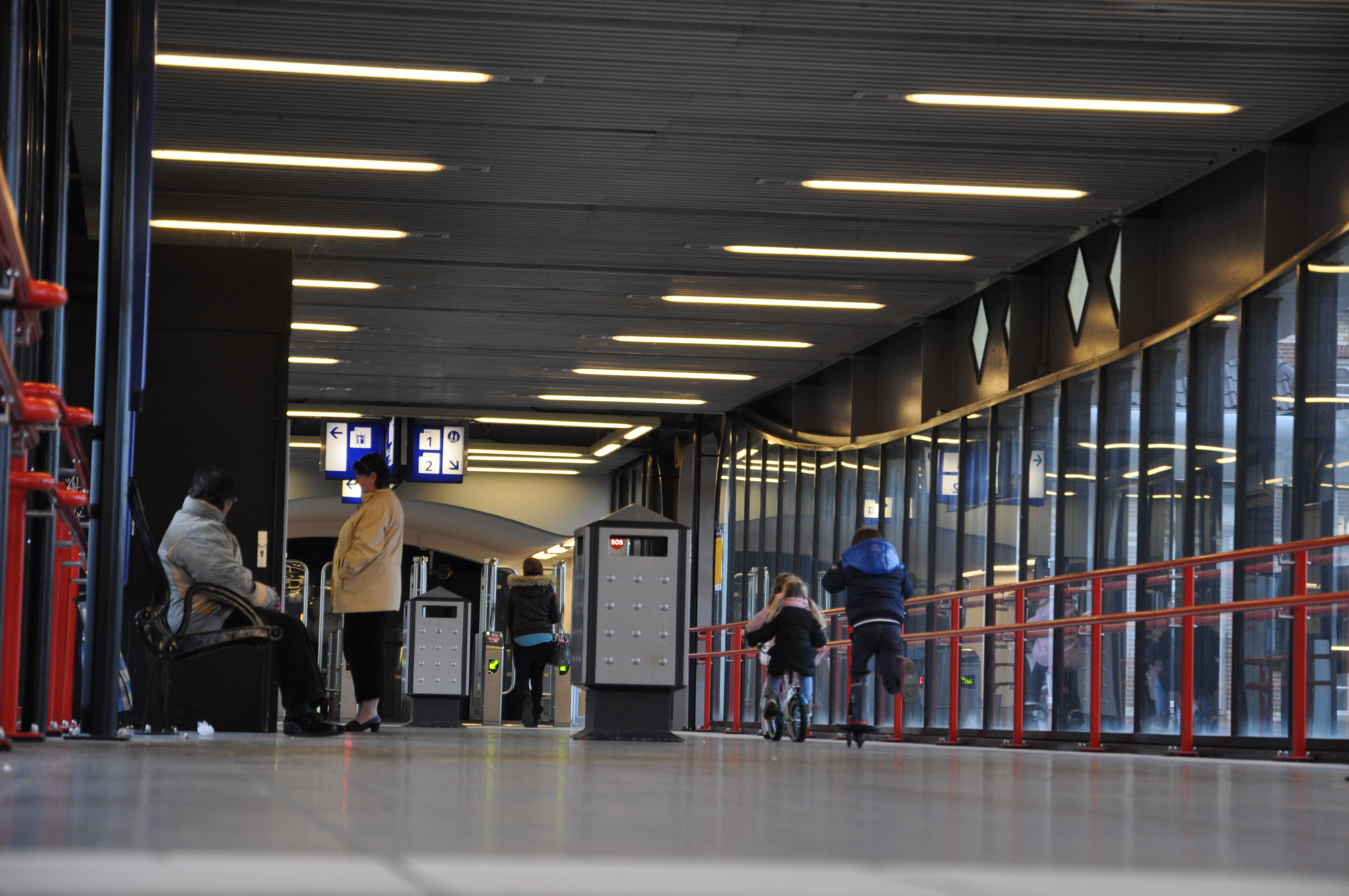
Traverse
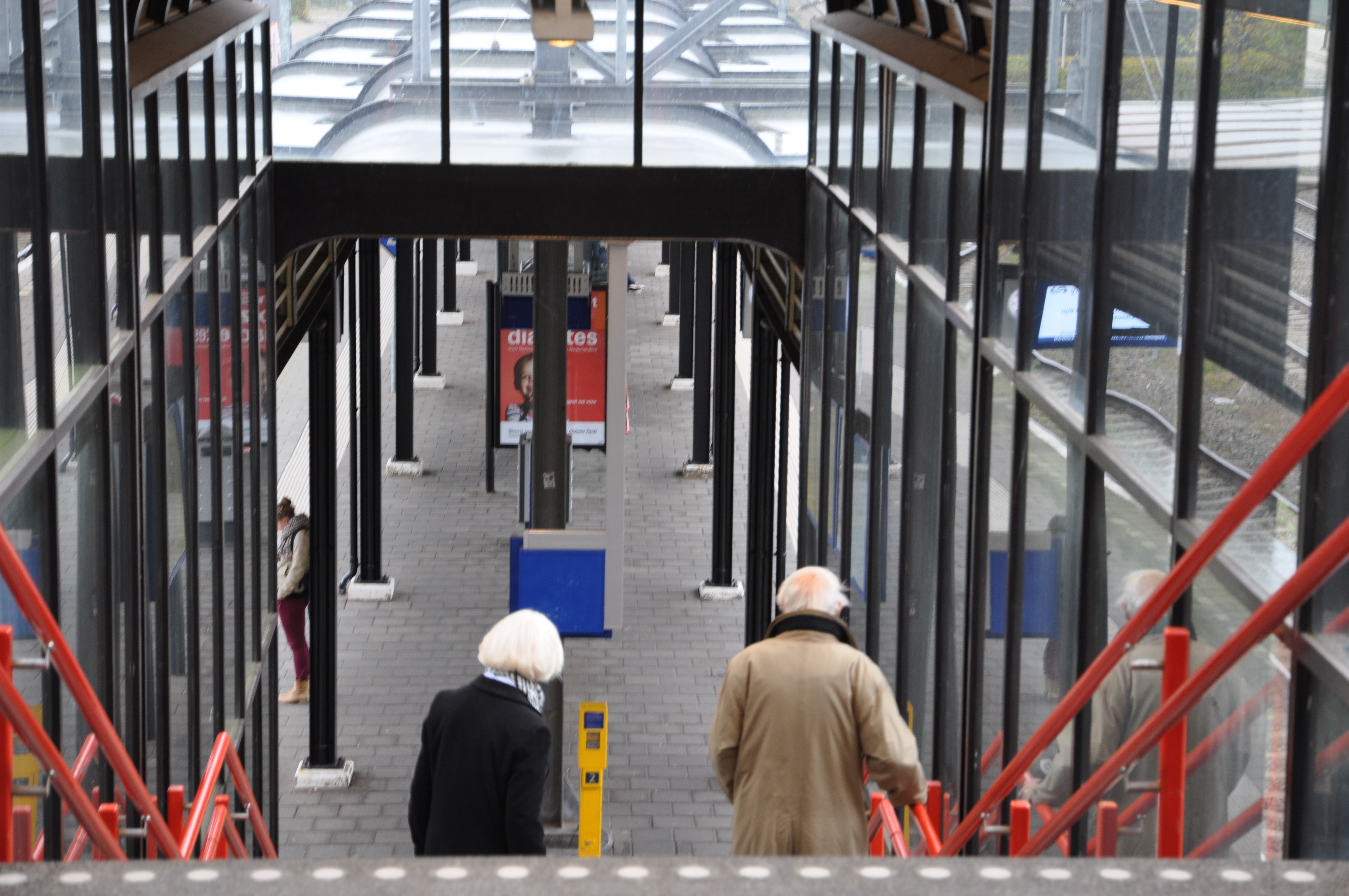
Trap naar perron
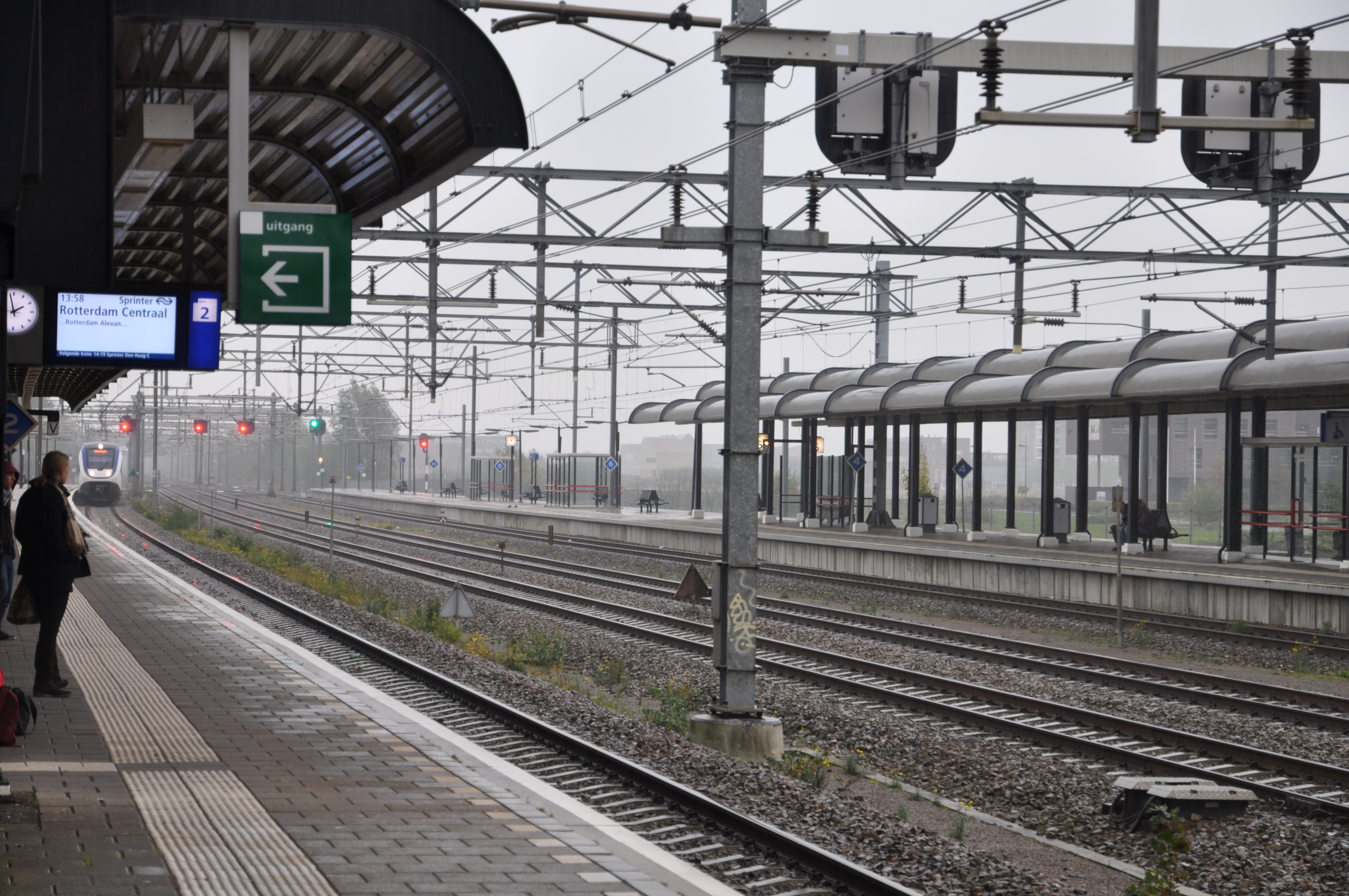
Spoor 2
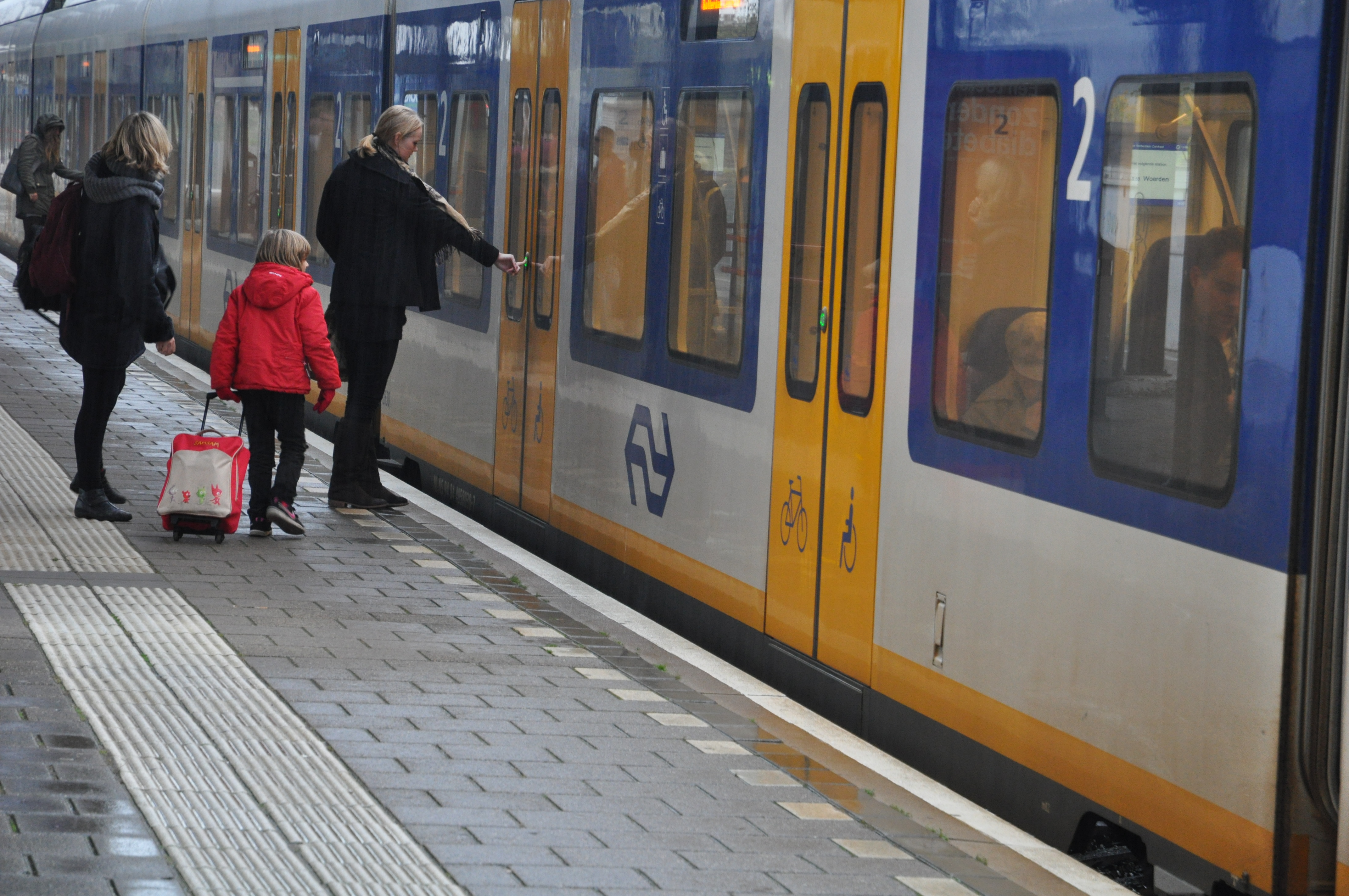
Aankomst Sprinter
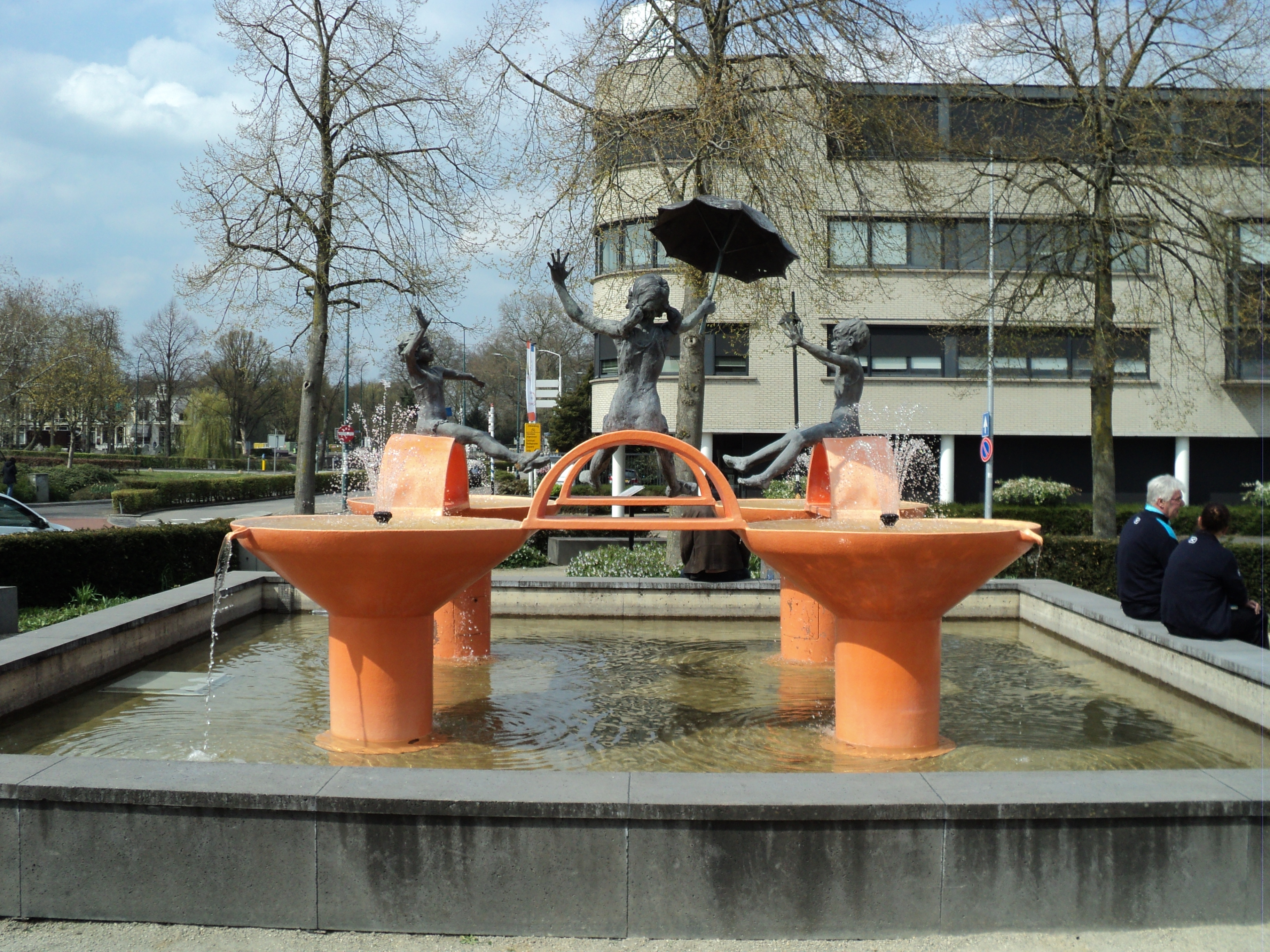
Fontein aan de overkant van het stationsgebouw
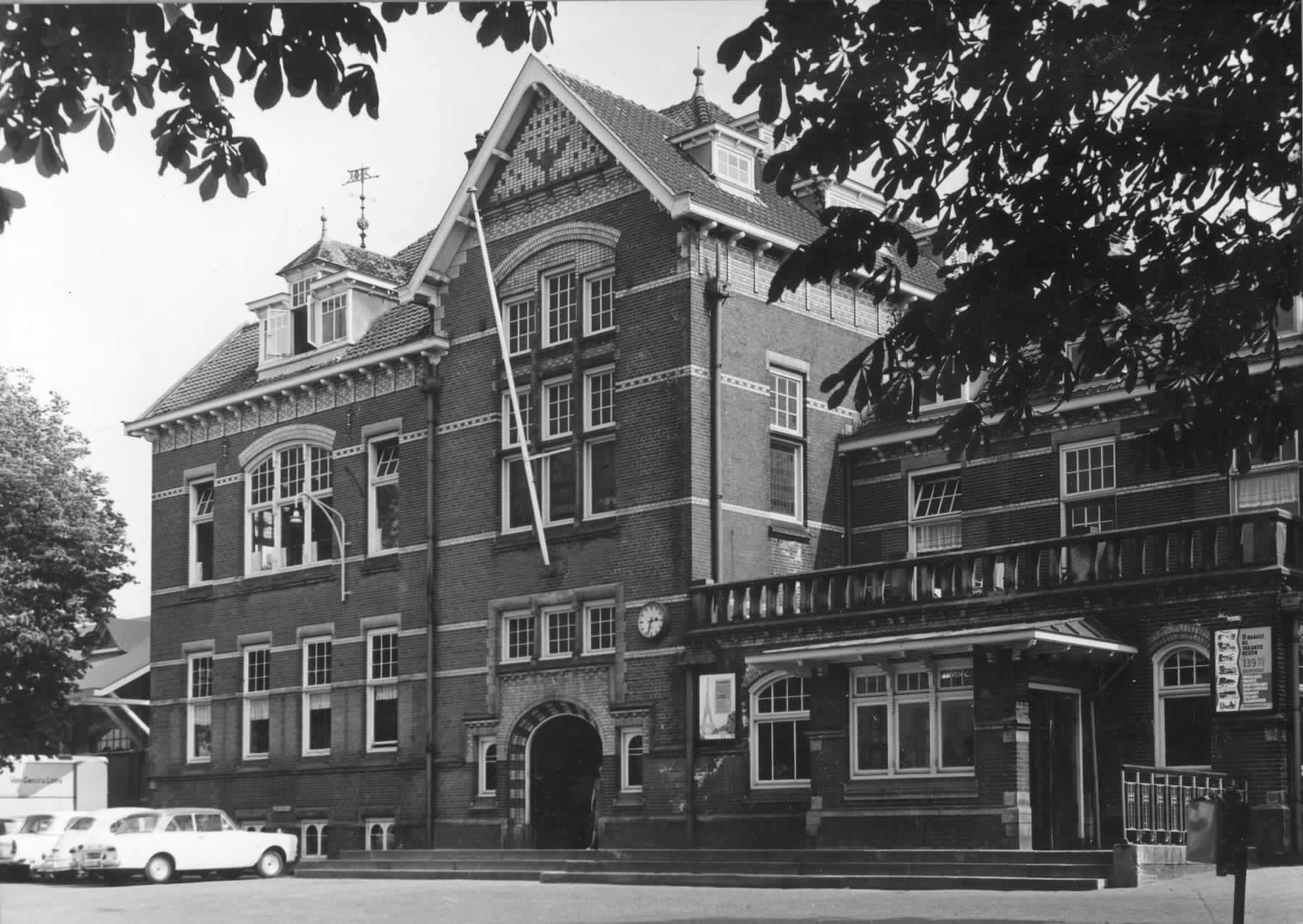
voorgevel van station Woerden in mei 1966
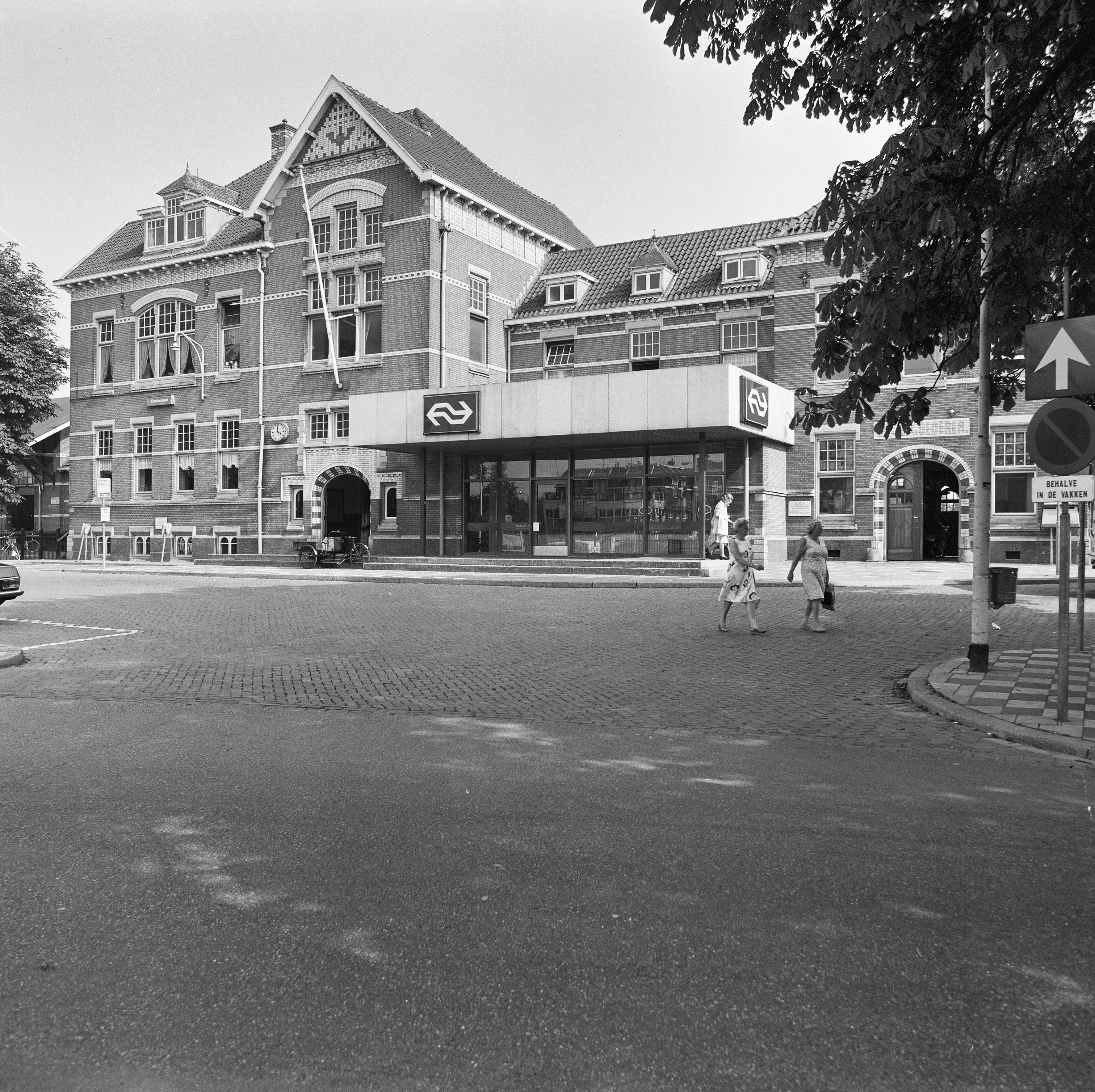
Voorgevel Station Woerden in september 1975.
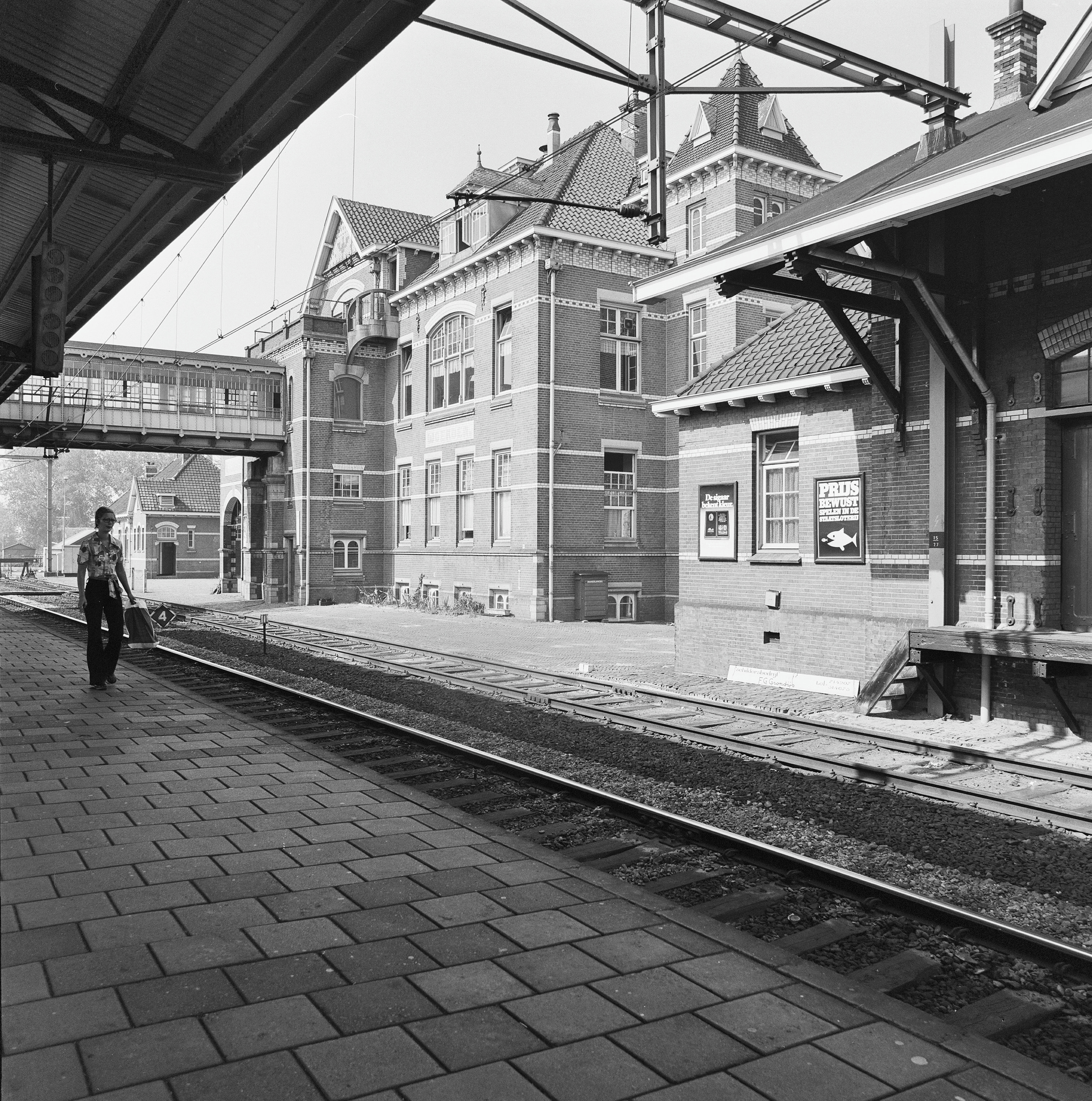
Achtergevel Station Woerden in september 1975.
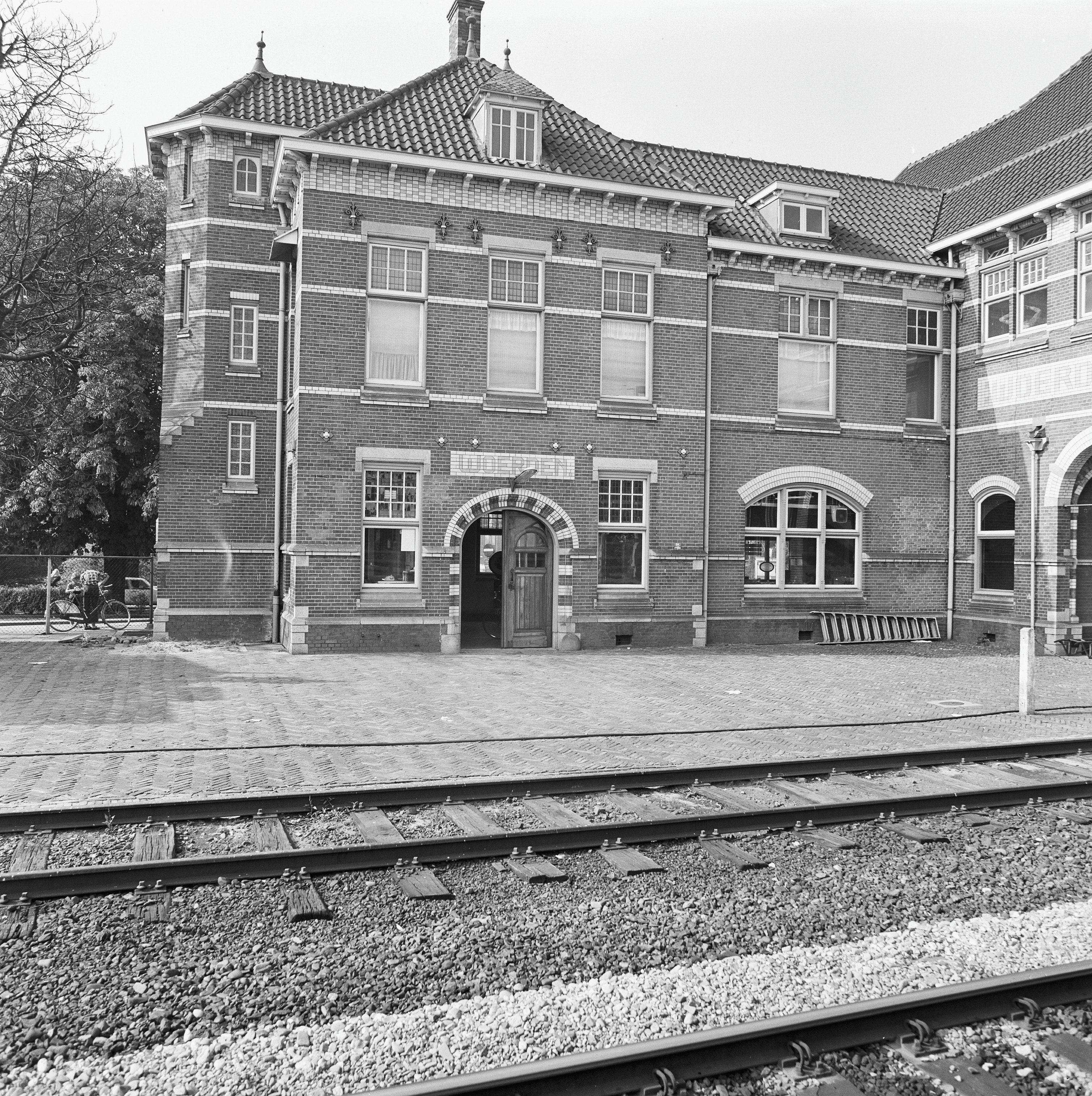
Achtergevel Station Woerden in september 1975.
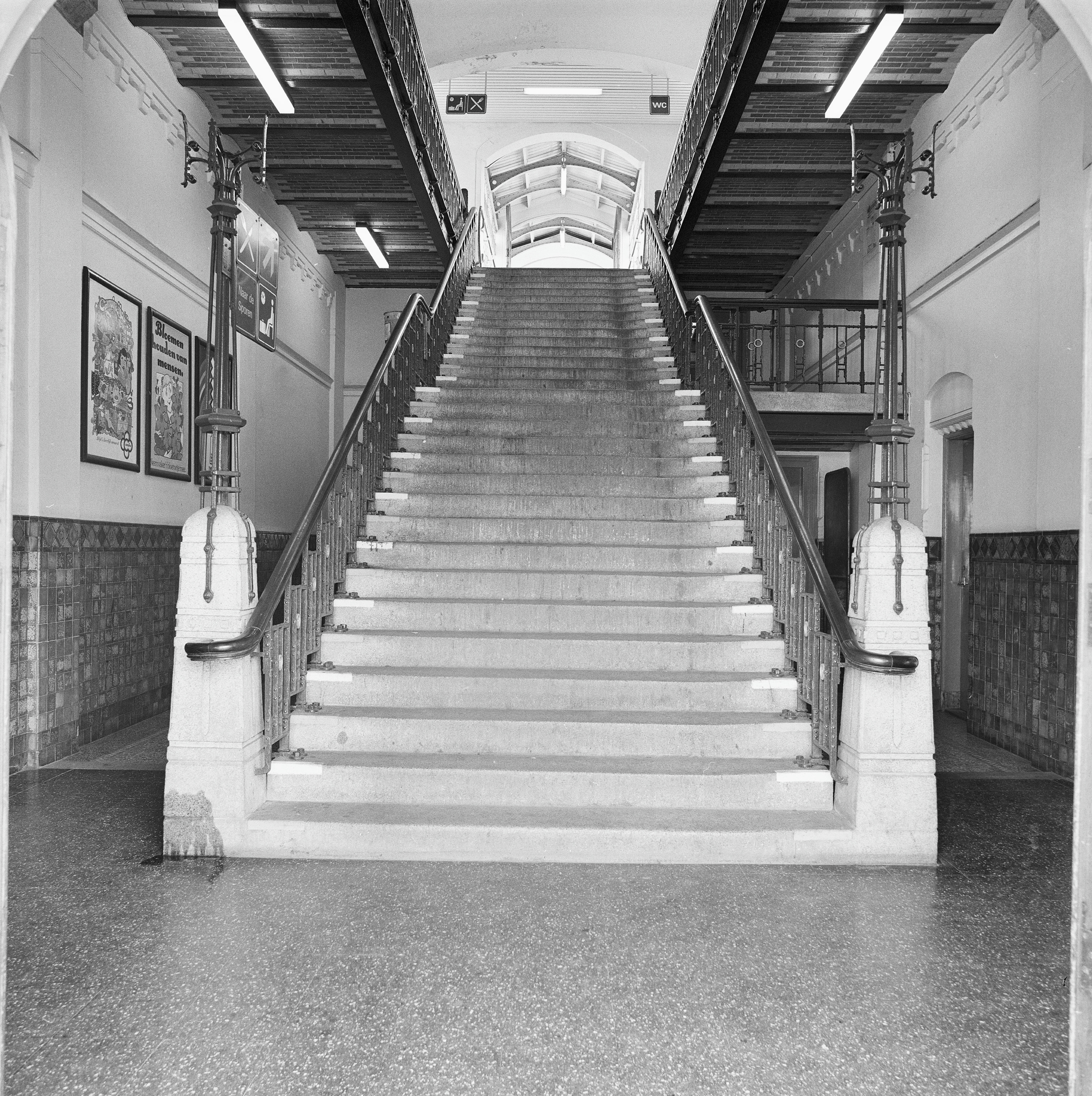
Trap naar loopbrug Station Woerden in september 1975.
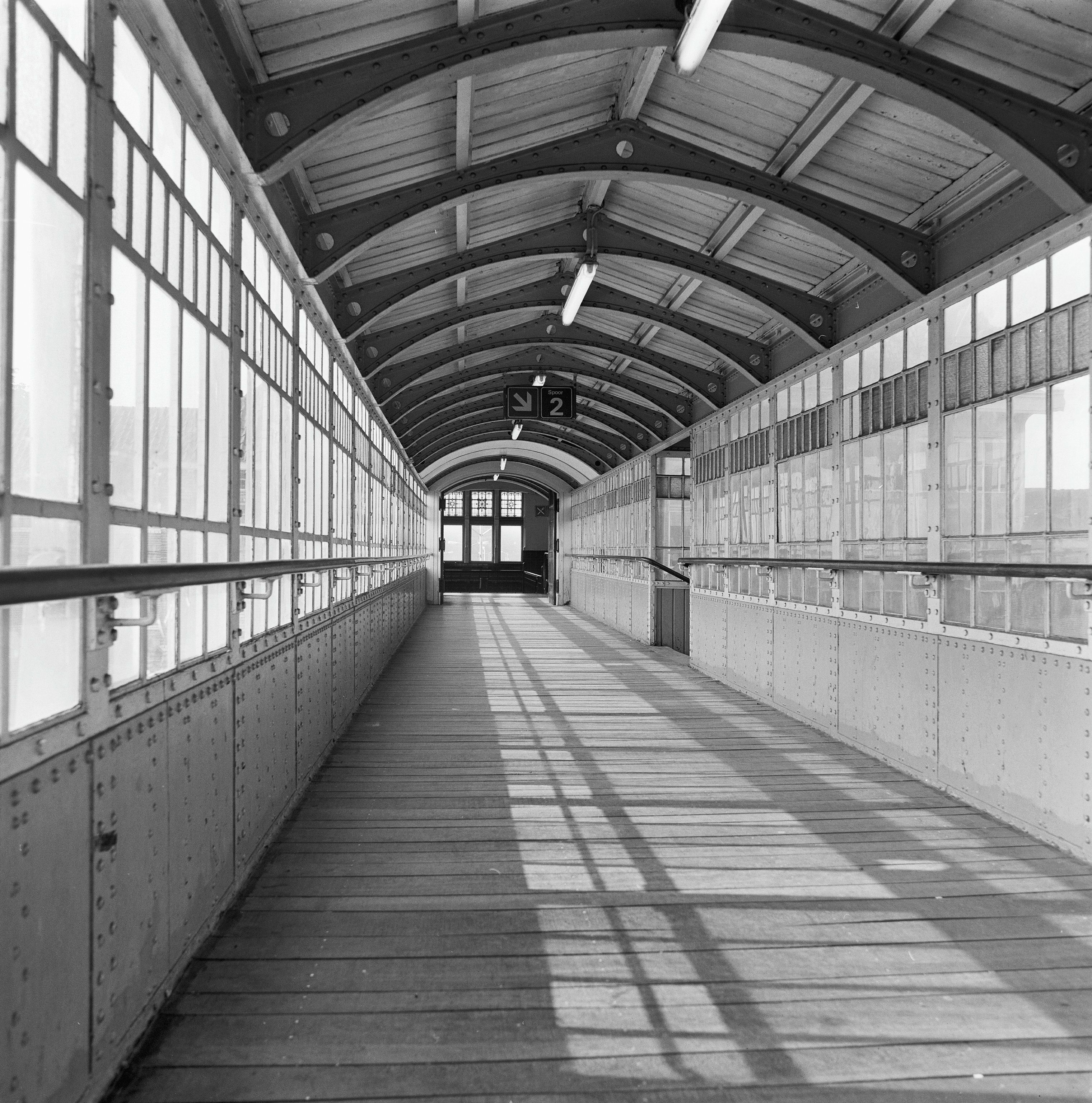
Interieur loopbrug Station Woerden in september 1975.

## Ontwikkeling aantal reizigers
Het aantal door NS vervoerde reizigers (per gemiddelde werkdag) ontwikkelde zich sedert 2019 als volgt:
| Jaar | Aantal reizigers |
| ---- | ---------------- |
| 2019 | 16.293           |
| 2020 | 7.638            |
| 2021 | 8.110            |
| 2022 | 11.835           |
| 2023 | 13.309           |
| 2024 | 13.157           |